# Südchinesischer Tiger
Der Südchinesische Tiger (Panthera tigris amoyensis), auch Amoytiger, ist eine sehr seltene Unterart des Tigers. Seit mehreren Jahrzehnten wurde er wissenschaftlich belegbar nicht mehr gesichtet. Es wird daher meist davon ausgegangen, dass er in freier Wildbahn ausgestorben ist.

## Merkmale
Der Südchinesische Tiger ist kleiner als beispielsweise Königs- und Indochinesische Tiger, deren Habitate geographisch am nächsten liegen.

### Körperbau
Die Gesamtlänge großer Männchen beträgt im Schnitt 250 bis 265 cm, die der Weibchen liegt bei 230 bis 240 cm, Die Kopf-Rumpf-Länge der Männchen macht etwa 160 bis 175 cm aus. Das schwerste bekannte Männchen wog 175 kg, wobei das Durchschnittsgewicht bei 140 bis 145 kg liegt. Wie bei anderen Tigern sind die Männchen etwas größer und schwerer als die Weibchen, die nur 100 bis 115 kg auf die Waage bringen.

### Fell
Das Fell ist rötlicher als beim Königstiger. Auch ist das Weiß an Gesicht und Unterseite weniger ausgedehnt und geht bei einigen Tieren in cremefarben über. Die recht breiten tiefschwarzen Streifen liegen relativ weit auseinander. An den Flanken sind sie meist doppelt und zerfallen am unteren Ende oft in Flecken. Auch die Schwanzringe sind breit und oft doppelt. Der südchinesische Tiger zeigt nur sehr selten verlängertes Nackenhaar, wie es bei anderen Unterarten gelegentlich vorkommt. Das Fell ist ähnlich lang wie beim Bengaltiger, allenfalls das Winterfell kann in den nördlichen Populationen etwas länger sein.

## Verbreitung

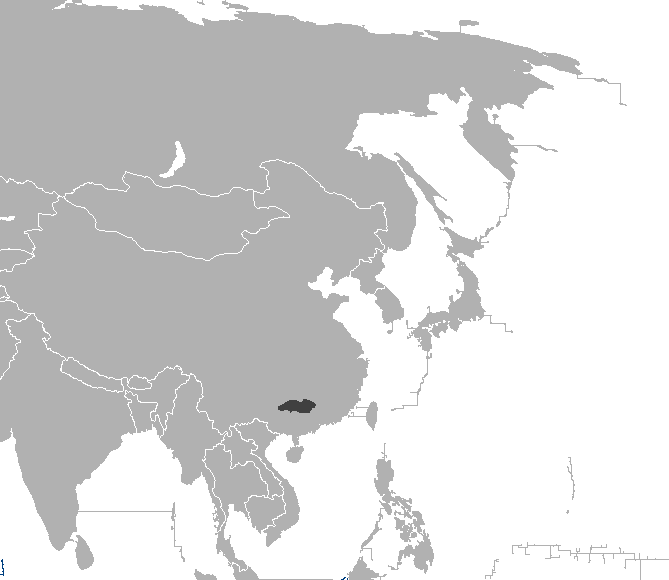
Mögliches, aber nicht belegtes Verbreitungsgebiet des Südchinesischen Tigers

Der Chinesische Tiger ist von allen Tigerunterarten am stärksten vom Aussterben bedroht. Er war ursprünglich im größten Teil Chinas verbreitet. Die Nordgrenze, an der er vom Amurtiger abgelöst wurde, lag etwa beim 40. Breitengrad. Im Süden stieß er im nördlichen Guangxi, Yunnan und Guangdong an das Gebiet des Indochina-Tigers, im Westen drang er entlang der Gebirgstäler weit in den Westen Mittelchinas vor. Noch am Beginn des 20. Jahrhunderts war er in großen Teilen des südlichen Chinas verbreitet. 1949 gab es noch geschätzt 4.000 Tiere dieser Unterart. In neuerer Zeit ist unklar, ob es überhaupt noch in freier Wildbahn lebende Tiere gibt, da es in den letzten Jahrzehnten keine eindeutig belegten Sichtungen gibt. China leitete zwar Schutzmaßnahmen ein, doch kamen diese zu spät und bezogen sich auf zu kleine und zu weit auseinander liegende Territorien. 1977 wurde der Südchinesische Tiger unter Schutz gestellt und die Jagd auf ihn verboten. Im Jahr 1982 wurde die Gesamtpopulation auf 150 bis 200 frei lebende Exemplare geschätzt. 1987 waren es noch geschätzte 30 bis 40 Exemplare. In den 1990er Jahren gab es in 11 Naturreservaten in den Provinzen Sichuan, Guangdong, Hunan, Jiangxi und Fujian Evidenzen für das Vorkommen des Südchinesischen Tigers, jedoch gab es keine direkten Sichtungen. Eine extensive chinesisch-amerikanische Feldstudie in den Jahren 2001–2002 fand in acht Reservaten in fünf Provinzen, die durch die chinesischen Behörden als wahrscheinlichste Überlebensräume für Tigerpopulationen identifiziert wurden, keine Anzeichen für ein Überleben wildlebender Tiger in den letzten 10 Jahren. Die im Durchschnitt etwa 100 km² großen Waldgebiete, die als Tigerreservate ausgewiesen waren, wurden auch als zu klein beurteilt, um ein Überleben auch nur einer geringen Zahl von Tieren zu ermöglichen, da auch diese Schutzgebiete durch kommerzielle Waldnutzung und Landwirtschaft gestört sind.
Auf der Roten Liste der bedrohten Tierarten der IUCN wird diese Subspezies, wie der Sumatra-Tiger, mit dem Merkmal CR (critically endangered – vom Aussterben bedroht) geführt und die Angaben von Ron Tilson zitiert.
2019 lebten etwa 150 Tiere in chinesischen Zuchstationen und 19 weitere in Südafrika. Die Populationen zeigen Anzeichen geringer genetischer Vielfalt, was eine Zucht erschwert. 2023 lebten insgesamt 248 Exemplare in 17 Einrichtungen (davon 16 chinesische Zoos und eine Einrichtung in Südafrika). Angaben über weitere, in ausländischen Zoos gehaltene Exemplare sind nicht bekannt.

### Sichtungen
Im Oktober 2007 wurden Aufnahmen eines frei lebenden Tigers verbreitet, es wäre die erste Sichtung seit 1964 gewesen. Im Juni 2008 wurden die Aufnahmen jedoch als Fälschungen entlarvt und 13 Behördenvertreter in dem Zusammenhang verhaftet.

### Geplante Auswilderung

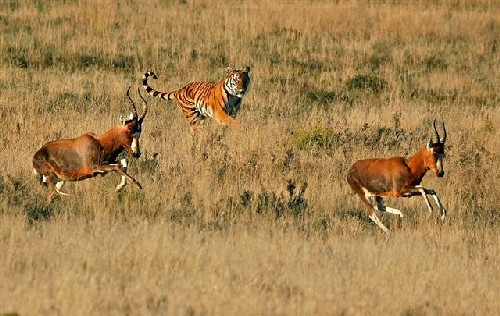
Ein Südchinesischer Tiger jagt Blessböcke (Damaliscus phillipsi) im „Laohu Valley Reserve“

Eine Gruppe von Tierschützern verfolgt das Ziel, Südchinesische Tiger wieder an ein Leben in der Wildnis zu gewöhnen. Zu diesem Zweck wurde die Stiftung „Save Chinas Tigers“ im Jahre 2001 von der Umweltschützerin und ehemaligen Mode-Designerin Li Quan gemeinsam mit einer internationalen Gruppe aus Investoren und Experten gegründet.
„Save Chinas Tigers“ verbrachte in Menschenobhut (Zoos, Tierparks) gehaltene Südchinesische Tiger nach Südafrika in das Laohu Valley Reserve, wo mit großem Aufwand Auswilderungsversuche in einem geeigneten Territorium unternommen werden. Ziel ist es, diese Tiere wieder an die Jagd zu gewöhnen, Nachwuchs zu ziehen (Erhaltungszucht) und eine gesicherte Anzahl an Tigern wieder in China auszuwildern.
Anfänglich (September 2003) wurden zwei Südchinesische Tiger aus China nach Südafrika in das Reservat verbracht, welche erfolgreich an eigenständiges Jagen und Erlegen von Beute herangeführt werden konnten. Im Oktober 2004 folgten zwei weitere Exemplare aus einem chinesischen Zoo, welche in das Reservat übergesiedelt wurden. Zwei dieser ursprünglich vier Südchinesischen Tiger, die nach Südafrika übersiedelt wurden, brachten jeweils zwei Junge zur Welt (2007 und 2008). Eines dieser Jungen starb allerdings an einer bakteriellen Infektion; eines der 2003 nach Südafrika verbrachten Exemplare starb an einem Herzfehler. 2009 kamen zwei weitere Junge zur Welt. Diese werden von der Mutter komplett autark und ohne menschliche Unterstützung in der freien Natur des Reservats aufgezogen. Damit ist es möglich, dass diese Jungtiere durch die Mütter an das natürliche Jagen herangeführt werden und dies erlernen. Nicht zuletzt deshalb wird das Programm als Erfolg gewertet.
Es bestehen jedoch Schwierigkeiten, weitere junge Südchinesische Tiger nach Südafrika zu verbringen, da in Gefangenschaft in China kaum Nachwuchs geboren wird.

## Etymologie
Der zoologische Fachbegriff Panthera tigris amoyensis hat seinen Ursprung in der chinesischen Stadt Amoy. Amoy bezeichnet des Weiteren einen Dialekt, der in der Fujian-Provinz und der Stadt Xiamen (Fujian-Provinz) gesprochen wird. In diesen Provinzen war der südchinesische beziehungsweise Amoytiger ehemals stark verbreitet.